# Ian Crocker
Ian Lowell Crocker (* 31. srpna 1982, Portland, Maine, USA) je bývalý americký plavec. Je trojnásobným olympijským vítězem, pětinásobným olympijským medailistou a čtyřnásobným mistrem světa .

## Sportovní kariéra
Specializoval se na krátké tratě stylem motýlek, byl také členem amerických štafet na 4 × 100 metrů polohově i volný způsob. Právě ve štafetových závodech získal své největší úspěchy. Jako osmnáctiletý zvítězil s polohovou štafetou na olympijských hrách 2000 v Sydney. V následujícím roce na mistrovství světa 2001 se prosadil v individuálním závodě na 100 metrů motýlek a skončil druhý za Larsem Frölanderem. 

V roce 2003 se stal světovým rekordmanem i mistrem světa na 100 m motýlek. Na olympiádu v Aténách 2004 odjížděl jako favorit na této trati. Musel se však sklonit před novou hvězdou - krajanem Michaelem Phelpsem. Společně však získali zlato ve štafetě 4 × 100 m polohově a bronz ve štafetě 4 × 100 m volný způsob. Na mistrovství světa byl v individuálních závodech také nejčastěji stříbrný. Po olympijských hrách 2008, kde byl potřetí členem zlaté americké štafety na 4 × 100 m polohově, oznámil konec aktivní kariéry.

## Mimořádné úspěchy a ocenění
- bývalý několikanásobný světový rekordman na 50 i 100 m motýlek